# Мустафа Кятиб-Оглу
Мустафа Кятиб-Оглу (на турски: Mustafa Catib Oğlu) е османски поет лирик, творил в средата на XIX век.

## Биография
Роден и живял в град Кюстендил. В произведенията му се срещат мотиви от български народни песни, наречени „шарки булгар".
Запазена е (1849) и турско-българска двуезична песен с повече от 5 куплета от по 4 – 5 реда. Всеки куплет започва с 1 или 2 реда текст на турски, а следващите стихове продължават на български. Това показва, че Кятиб-Оглу владее не само поетичния стил, но и българския език.